# شیکاگو (فیلم ۱۹۲۷)
شیکاگو (به انگلیسی: Chicago) فیلمی ۱۱۸ دقیقه‌ای در سبک کمدی-درام به کارگردانی فرانک اورسن با بازی فیلیس هیور محصول سال ۱۹۲۷ بریتانیا است.